# Laura Gonzalez (sincronetta)
Laura Gonzalez (Tolosa, 2 settembre 2000) è una nuotatrice artistica francese.

## Palmarès
- Europei

Roma 2022: bronzo nella gara a squadre programmato tecnico, nella gara a squadre programma libero e nel team highlights
- Giochi europei

Cracovia 2023: oro nella routine acrobatica

### Coppa del Mondo
- 2 podi
  - 1 secondo posto (1 nella gara a squadre)
  - 1 terzo posto (1 nella gara a squadre)